# Морровалле
Морровалле (італ. Morrovalle) — муніципалітет в Італії, у регіоні Марке, провінція Мачерата.
Морровалле розташоване на відстані близько 185 км на північний схід від Рима, 34 км на південь від Анкони, 11 км на схід від Мачерати.
Населення — 10 239 осіб (2014).
Щорічний фестиваль відбувається 24 серпня. Покровитель — святий Варфоломій.

## Демографія
Населення за роками:

Станом на 1 січня 2023 року в муніципалітеті офіційно проживали 1194 іноземці з 52 країн, серед них 155 громадян країн Євросоюзу та 22 громадяни України.

## Сусідні муніципалітети
- Корридонія
- Мачерата
- Монте-Сан-Джусто
- Монтекозаро
- Монтегранаро
- Монтелупоне